# 찰스 호지

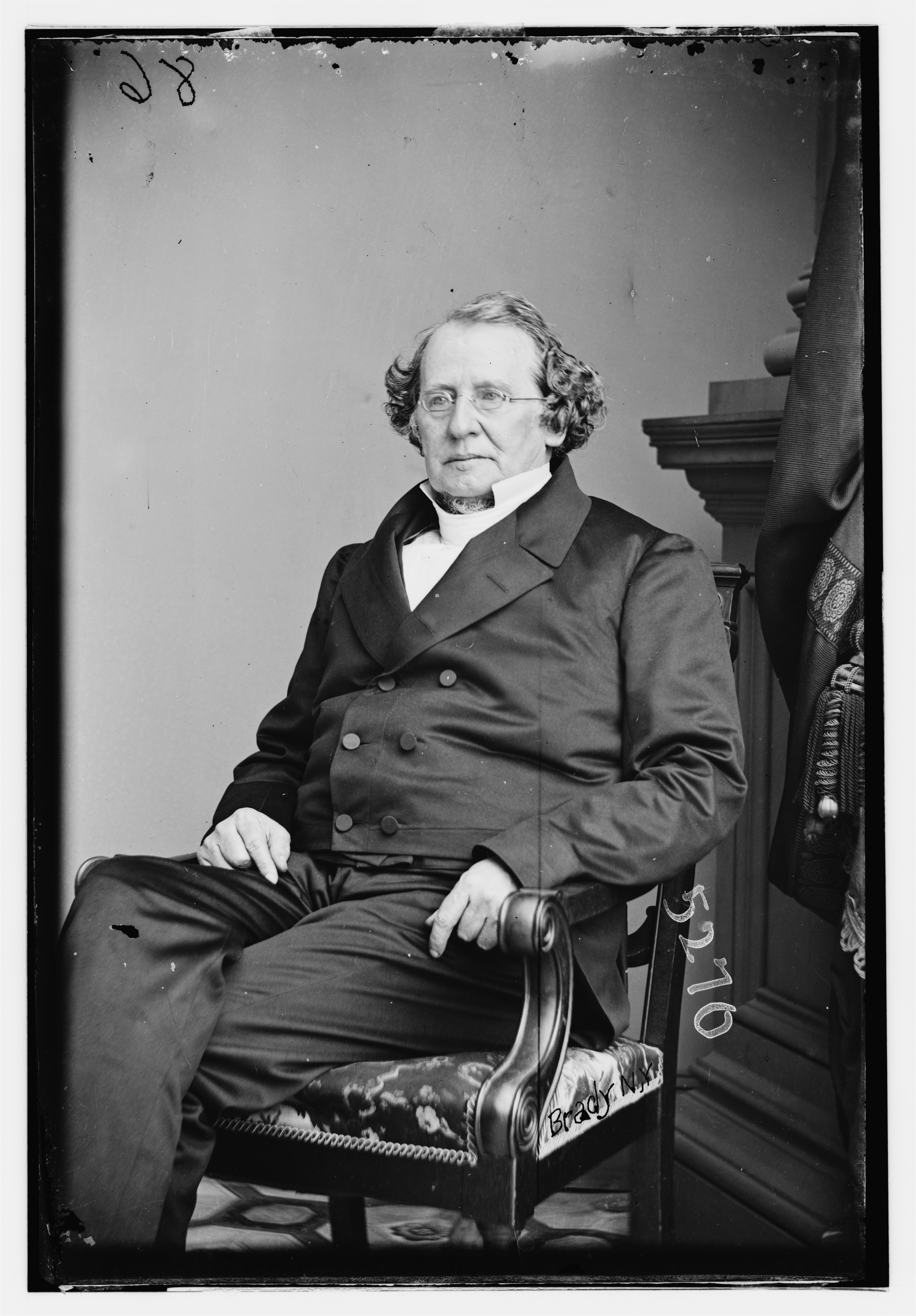
찰스 핫지

찰스 호지(영어: Charles Hodge 찰스 핫지[*], 1797년 12월 27일- 1878년 6월 19일)는 미국 장로교 신학자이며 1851년부터 1878년까지 프린스턴 신학교의 학장이었다. 그는 프린스턴 신학(Princeton Theology)과 19세기 동안 미국에서 정통 칼뱅주의신학 전통을 이끌었던 대표적인 인물이었다. 그는 하나님의 말씀으로서 성경의 권위를 강력히 주장했다. 그의 많은 사상들이 근본주의자들과 복음주의자들에 의해 20세기에 받아들여졌다. 그의 아들도 같은 학교의 학장이며 조직신학 교수였던 아치볼드 알렉산더 호지이다.

## 생애
찰스의 부친 휴 핫지는 18세기 초 북아일랜드에서 이민간 스코틀랜드 출신 가족의 아들이었다. 휴는 1777년 프린스턴 대학교를 졸업하고 독립전쟁에 군의관으로 참전하고 후에 필라델피아에서 의사를 개업하였다.

### 프린스턴 대학에 재학시절
핫지의 있어서 거듭남의 체험은 이 때에 일어났다. 프린스턴 대학교의 6대 총장이었던 존 위더스푼이 대학생들의 도덕철학을 강조하고 새뮤엘 스탠호프 스미스 총장이 학생들에게 과학탐구를 소홀히 해서는 안 된다는 것을 강조했다고 할 것 같으면, 애쉬벨 그린 총장은 조너선 에드워즈 3대 총장처럼 학생들의 경건생활을 강조하였다. 경건생활을 강조하는 한 방법으로 주일 오후에 실시하던 성경공부를 폐지하고 소요리문답을 처음부터 끝까지 암송시키는 것을 의무화했다.

#### 회심 체험
1815년 1월 15일 프린스턴 장로교의 회중 앞에서, 그는 공개적으로 그의 신앙을 고백하였고, 이를 통하여 그 해에 있었던 부흥의 첫 회심자가 되었다.

## 신학
그는 웨스트민스터 신앙고백을 구독하였으나, 그가 교과서로 이용한 것은 프란시스 튜레틴의 <변증신학 강요>이었다. 1870년 이후에 그가 저술한 조직 신학을 교과서로 이용하였다.
그의 신학은 코튼 매더와 조나단 에드워즈처럼 유기된 자의 지옥선포와 같은 칼뱅주의 교리와 존 위더스푼의 스코틀랜드 상식 학파의 도덕철학을 추가하여 타락한 인간에게도 도덕적 감각을 가졌다고 주장하였다.
미국 장로교의 역사를 썼으며, 특히 1729년의 채택안에 대한 내용을 상세히 기술하였다.

## 업적
핫지는 당시의 대표적인 신학자였던 프리드리히 슐라이어마허의 영향을 받은 ''신비주의''와 이성주의, 의식주의등에 함몰된 장로교를 개혁하기 위하여 '프린스톤 리뷰'라는 정기간행물을 발간하여 약 140편 이상의 논문을 출간하였다.

## 저서
- Systematic Theology Vol I, II. III Grand Rapids, Mi: Eerdmans,1986
- Constitutional History of the Presbyterian Church in the United States of America , 1840

### 번역된 저서
- 찰스하지 조직신학 1 (김귀탁 역, 크리스천다이제스트, 2002)

### 관련 저서
- 찰스 핫지의 신학 (길자연, 강웅산 지음, 솔로몬, 2009)

## 같이 보기
- A. A. 핫지
- 아치볼드 알렉산더
- 존 위더스푼
- 조너선 에드워즈
- 나다니엘 테일러